# Michel Eugène Chevreul
Michel-Eugène Chevreul (Angers, 31 d'agost de 1786 - París 9 d'abril de 1889), era un químic francès conegut principalment pel seu treball sobre els àcids grassos, per anomenar cholesterine al colesterol, i per les seves contribucions a la saponificació i a la teoria dels colors. Va rebre la medalla Copley l'any 1857.
Pertanyia a una nissaga de cirurgians. El 1803 va passar a ser ajudant al Museu Nacional d'Història Natural de França, la seu del qual encara es troba al mateix lloc, el Jardí de les Plantes. El 1813 va ser designat professor de química al Lycée Charlemagne, després va ser director de la Manufactura dels Gobelins on va fer recerca sobre els conats dels colors i s'interessa en tints com l'indigo. El 1826 passà a ser membre de l'Acadèmia de ciències francesa i membre estranger de la Royal Society de Londres.

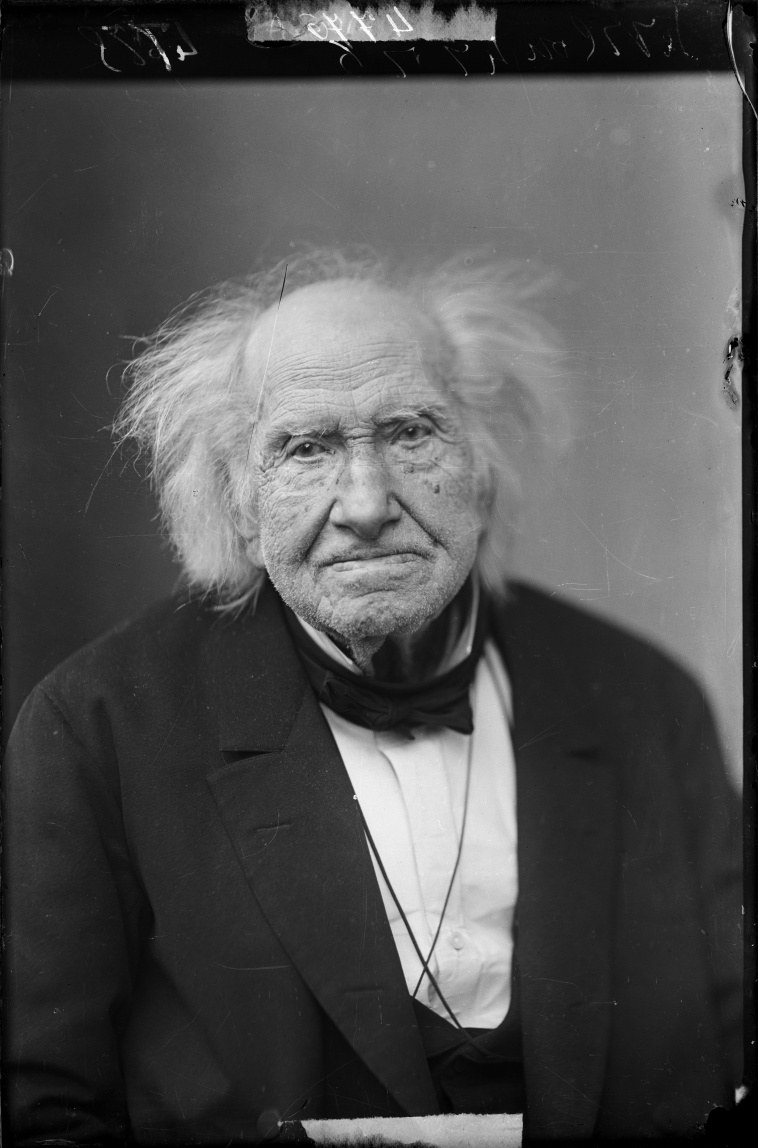
Chevreul el 1886, fotografiat per Nadar

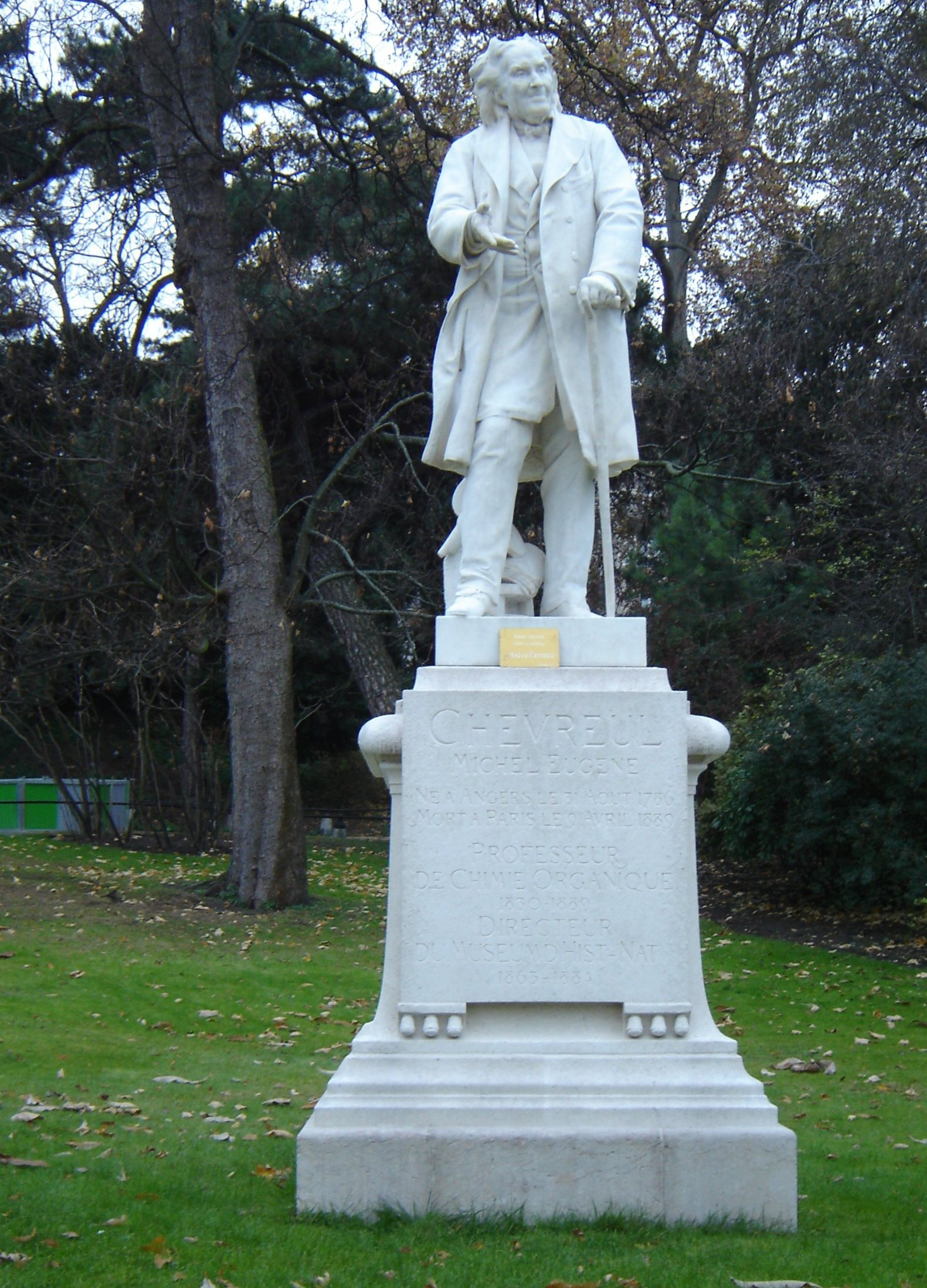
Estàtua d'Eugène Chevreul
al Jardí de les Plantes, a París

Quan va complir cent anys, el 1886, es va fer una celebració nacional. El reportatge fotogràfic que li va fer Félix Nadar, publicat el 1886 al diari Le Journal illustré es considera el primer reportatge fotogràfic publicat de la història.
Especialment treballà sobre les matèries grasses animals. El 1813 aïllà l'àcid margàric que després (1853) es demostrà que és una part de l'àcid esteàric i l'àcid palmític els quals, l'any 1813, no es coneixien.
Chevreul publicà el 1823 Recherches chimiques sur les corps gras d'origine animale, on s'explica la reacció química de la saponificació i la composició de l'estearina. Demostrà que els greixos estan formats de la combinació entre el glicerol i els àcids grassos. Donà nom als àcids esteàrics i àcids oleics.
Chevreul era partidari de l'escepticisme modern anglosaxó. Escriví el 1854 una crítica científica sobre la vareta del saurí, els pèndols, i altres pràctiques màgiques i pseudocientíques: De La baguette divinatoire, et des tables tournantes, 1854. Eugène Delacroix conegué l'obra de Chevreul. La recerca sobre els colors de Chevreul influí en la pintura posterior, com per exemple en l'impressionisme.

## Obres
- 1823, Recherches chimiques sur les corps gras d'origine animale ;
- 1839, De la loi du contraste simultané des couleurs et de l'assortiment des objets colorés considéré d'après cette loi dans ses rapports avec la peinture, les tapisseries des Gobelins, les tapisseries de Beauvais pour meubles, les tapis, la mosaïque, les vitraux colorés, l'impression des étoffes, l'imprimerie, l'enluminure, la décoration des édifices, l'habillement et l'horticulture
- 1850, Recherches expérimentales sur la peinture à l'huile, in « Mémoires de l'Académie des Sciences de l'Institut de France », tome XXII, Paris, Gauthier-Villars
- De la baguette divinatoire du pendule dit explorateur et des tables tournantes du point de vue de l'histoire de la critique et de la méthode expérimentale (eBook gratuït) (en francès).  París: Mallet-Bachelier, 1854, p. 258.[Enllaç no actiu]

- Cercles chromatiques reproduits au moyen de la chromocalcographie (en francès).  París: R.H. Digeon, 1855, p. 32.
- Lettres adressées à M. Villemain… sur la méthode en général et sur la définition du mot "fait" relativement aux sciences, aux lettres, aux beaux-arts, etc. (en francès).  París: Garnier frères, 1856, p. IV-276.

- «Exposé d'un moyen de définir et de nommer les couleurs d'après une méthode précise et expérimentale, avec l'application de ce moyen à la définition des couleurs d'un grand nombre de corps naturels et de produits artificiels». A: Mémoires de l'Académie des Sciences de l'Institut Impérial de France (en francès). XXXIII.  París: Firmin Didot , 1861.
- 1879, Complément des études sur la vision des couleurs, in « Mémoires de l'Académie des Sciences de l'Institut de France », tome XLI, deuxième série, Paris, Firmin Didot
- 1882, Mémoire sur la vision des couleurs matérielles en mouvement de rotation et des vitesses numériques de cercles dont une moitié diamétrale est colorée et l'autre blanche, vitesses correspondant à trois périodes de leur mouvement à partir de l'extrême vitesse jusqu'au repos

## Homenatges
- Légion d'honneur des del 1844
- Estàtua a París (al Jardí de les Plantes)
- Estàtua a Angers
- Té el seu nom a la llista de 72 científics francesos que hi ha a la Torre Eiffel